# Carlo Vitrano
Carlo Vitrano (ur. 10 stycznia 1938 w Palermo, zm. 10 listopada 2020 tamże) – włoski zapaśnik walczący w stylu wolnym. Olimpijczyk z Rzymu 1960, gdzie zajął dziesiąte miejsce w kategorii do 52 kg.
Czwarty w Pucharze Świata w 1958 roku. 